# Šafléřov
Šafléřov (německy Schauflern) je zaniklá vesnice v okrese Český Krumlov v Jihočeském kraji. Stávala 1,5 kilometru severovýchodně od Malšína v katastrálním území Šafléřov.

## Název
Název vesnice vznikl počeštěním německého výrazu bei den Schaufelmachern (u lopatářů) nebo z příjmení odvozeného z téhož výrazu. V historických pramenech se jméno vsi objevuje ve tvarech: Schzawlern (1349), Schauflern (1379), Saphlerzow (1385), Sawflern (1459), Schawflaren (1495), Šauflerov (1541), Schauflern (1598) a Ssauflern (1654).

## Historie
První písemná zmínka o vesnici pochází z roku 1349.

## Obyvatelstvo
|           | 1869 | 1880 | 1890 | 1900 | 1910 | 1921 | 1930 | 1950 | 1961 | 1970 | 1980 | 1991 | 2001 | 2011 |
| --------- | ---- | ---- | ---- | ---- | ---- | ---- | ---- | ---- | ---- | ---- | ---- | ---- | ---- | ---- |
| Obyvatelé | 65   | 56   | 56   | 54   | 60   | 64   | 54   | 18   | .    | .    | .    | .    | 4    | 5    |
| Domy      | 10   | 10   | 12   | 12   | 12   | 12   | 12   | 7    | .    | .    | .    | .    | 1    | 3    |

## Obecní správa
Vesnice stávala v katastrálním území Šafléřov s rozlohou 3,34 km². Při sčítání lidu v letech 1869–1930 byl Šafléřov osadou obce Běleň v okrese Kaplice. Roku 1950 byl uveden jako osada obce Ostrov a v dalších letech jako místní část zanikla. V roce 1953 bylo katastrální území osady připojeno k Malšínu.